# Svetlana Cârstean

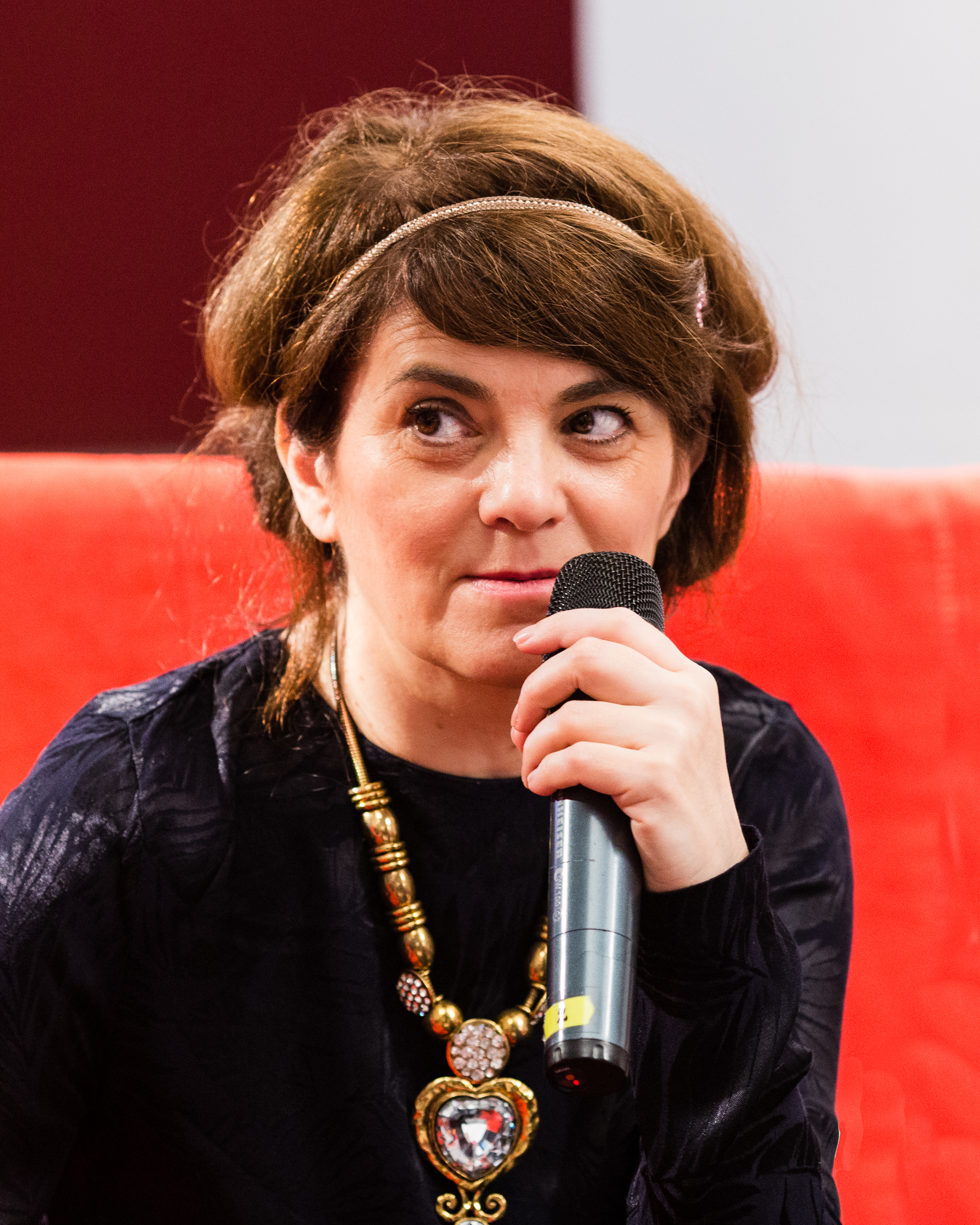
Svetlana Cârstean, 2019.

Svetlana Cârstean, född 18 februari 1969 i Botoșani, Rumänien, är en rumänsk poet, journalist och översättare som tillhör Mircea Cărtărescus litterära cirkel vid Universitetet i Bukarest. Hennes första bok, Skruvstädsblomman (Floarea de menghină) utkom 2008 på rumänska, och uppmärksammades för en både känsloladdad och lekfull stil. Den utkom 2013 i svensk översättning av Athena Farrokhzad.
Hon medverkade på Bokmässan i Göteborg 2013.